# Abakavir
Abakavir (ABC) je sintetični analog purinskega nukleozida; njegov aktivni presnovek je močan zaviralec reverzne transkriptaze. V kombinaciji z drugimi protiretrovirusnimi učinkovinami se uporablja za zdravljenje okužbe s HIV. Na tržišču je pod imenom Ziagen (ViiV Healthcare) ter v kombiniranih oblikah kot Trizivir (abakavir, zidovudin in lamivudin) in Kivexa/Epzicom (abakavir in lamivudin). Bolniki ga dobro prenašajo, glavni neželeni učinek je preobčutljivost, a ga lahko več kot 90 % bolnikov jemlje varno. Vendar je ena od študij pokazala, da se tveganje za srčni infarkt pri jemanju abakavirja poveča za okoli 90 %.
Virusni sevi, ki so odporni proti zidovudinu (AZT) ali lamivudinu (3TC), so praviloma občutljivi na abakavir.

## Indikacije
Abakavir je v obliki raztopine ali tablet v kombinaciji z drugimi protiretrovirusnimi zdravili indiciran za zdravljenje okužbe z virusom HIV-1.
Abakavir se mora vedno uporabljati v kombinaciji z drugimi protiretrovirusnimi zdravili.

## Neželeni učinki
Z jemanjem abakavirja so povezani smrtni primeri zaradi preobčutljivostne reakcije. Znaki preobčutljivostne reakcije vključujejo vročino, kožni izpuščaj, prebavne simptome (kot so driska, siljenje na bruhanje, bruhanje, bolečine v trebuhu) ter respiratorne simptome (faringitis, dispneja, kašelj).
Preobčutljivost je močno povezana s humanim levkocitnim antigenom HLA-B*5701, za katerega so danes v zahodnih državah na voljo testi. Obstaja značilna povezava z rasami: prevalenca HLA-B*5701 pri nekaterih indijanskih etničnih skupinah je do 10 %, na Japonskem pa, na primer, 0 %. V Zahodni Evropi je prevalenca 5–7 %. Testiranje na HLA-B*5701 pred uvedno terapije je zmanjšala pojavnost preobčutljivostnih reakcij pri bolnikih, ki jemljejo abakavir.
24. julija 2008 je FDA izdala priporočilo za testiranje na alel HLA-B*5701 pred uvedbo terapije ter izbiro drugih kombinacij zdravil pri pozitivnih bolnikih. Če se pojavi sum na preobčutljivostno reakcijo, je treba nemudoma in za stalno prekiniti zdravljenje z abakavirjem pri vseh bolnikih, tudi pri negativnih na alel HLA-B*5701. 1. marca 2011 je FDA objavila možno povečanje tveganja za pojav srčnega infarkta pri bolnikih, ki jemljejo abakavir.

### Opozorila
Pri bolnikih z okvarami jeter je potrebna previdnost pri uporabi abakavirja, ker lahko le-ta poslabša stanje.
Uporaba nukleozidnih zdravil, kot je abakavir, lahko zelo redko vodi do laktične acidoze.
V laboratorijskih razmerah so se razvili sevi virusa HIV, odporni proti abakavirju in  hkrati tudi proti drugim protiretrovirusnim zdravilom, kot so lamivudin, didanozin in zalcitabin. Sevi, odporni proti zaviralcem proteaz, načeloma niso odporni proti abakavirju.
Pri bolnikih na protiretrovirusnem zdravljenju se lahko pojavi prerazporeditev ali kopičenje telesne maščobe, lipodistrofija: pojavi se centralna debelost, izguba maščevja na obrazu, okončinah in/ali zadnjici, povečanja prsi ter nalaganje maščevja na zatilju (bivolja grba).
Abakavir je kontraindiciran pri dojenčkih, mlajših od 3 mesecev.

## Mehanizem delovanja
Abakavir je analog purinskega nukleozida gvanozina. Tarča delovanja je virusni encim reverzna transkriptaza.

## Farmakokinetika
Abakavir se daje peroralno (z zaužitjem) in ima visoko biološka razpoložljivosr|biološko razpoložljivost (83 %). Presnavlja se predvsem z encimoma alkohol-dehidrogenaza ali glukuronil-transferaza. Prehaja krvno-možgansko pregrado.